# Avery Creek
Avery Creek és una concentració de població designada pel cens dels Estats Units a l'estat de Carolina del Nord. Segons el cens del 2007 tenia 1.539 habitants.

## Demografia
Segons el cens del 2000, Avery Creek tenia 1.405 habitants, 561 habitatges i 414 famílies. La densitat de població era de 315,4 habitants per km².
Dels 561 habitatges en un 30,5% hi vivien nens de menys de 18 anys, en un 64% hi vivien parelles casades, en un 7% dones solteres, i en un 26,2% no eren unitats familiars. En el 21,4% dels habitatges hi vivien persones soles el 4,6% de les quals corresponia a persones de 65 anys o més que vivien soles. El nombre mitjà de persones vivint en cada habitatge era de 2,5 i el nombre mitjà de persones que vivien en cada família era de 2,92.
Per edats la població es repartia de la següent manera: un 22,5% tenia menys de 18 anys, un 7,2% entre 18 i 24, un 32% entre 25 i 44, un 26,4% de 45 a 60 i un 12% 65 anys o més.
L'edat mediana era de 39 anys. Per cada 100 dones de 18 o més anys hi havia 90,7 homes.
La renda mediana per habitatge era de 47.619 $ i la renda mediana per família de 51.042 $. Els homes tenien una renda mediana de 41.123 $ mentre que les dones 28.281 $. La renda per capita de la població era de 22.386 $. Entorn del 4,9% de les famílies i el 4,9% de la població estaven per davall del llindar de pobresa.

## Poblacions més properes
El següent diagrama mostra les poblacions més properes.